# 드라괴르시

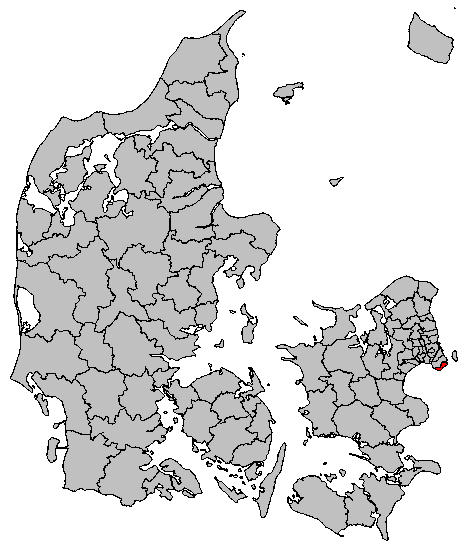
드라괴르시의 위치

드라괴르시(덴마크어: Dragør Kommune)는 덴마크 수도 지역에 위치한 지방 자치체로 행정 중심지는 드라괴르이며 면적은 18.41km2, 인구는 14,028명(2015년 1월 1일 기준), 인구 밀도는 760명/km2이다. 아마게르섬 남부 연안에 위치하며 셸란섬 동부와 가까운 편이다.